# Suam-dong, Ulsan
Suam-dong là một dong, hoặc phường, của Nam-gu ở Ulsan, Hàn Quốc.
Tên ban đầu của phường là Yaeum 3-dong, sau đó được thay đổi vào năm 2007.

## Liên kết
Trang chủ Ulsan Namgu